# Lecanicillium aphanocladii
Lecanicillium aphanocladii är en svampart som beskrevs av Zare & W. Gams 2001. Lecanicillium aphanocladii ingår i släktet Lecanicillium och familjen Cordycipitaceae.   Inga underarter finns listade i Catalogue of Life.